# Ljuva rättvisa
Ljuva rättvisa (Sweet Justice), amerikansk serie från 1994-95. Handlar om livet på en liten advokatbyrå i den amerikanska södern.
Serien hade svensk premiär den 17 juni 1997.

## Rollista (urval)
- Melissa Gilbert - Kate Delacroy
- Cicely Tyson - Carrie Grace Battle
- Ronny Cox - James-Lee Delacroy